# يوهان رودولف فيس
جوهان رودولف ويس(1782م - 1830م) كاتب سويسري اشتهر بنظمه نشيد سويسرا الوطني و جمع فولكلور بلاده. و عرف بروايته الشهيرة عائلة روبنسون السويسرية.

## مولده
ولد في مدينة برن , وتعلم في جامعة ألمانية درس الفلسفة في موطنه وكان مؤيدا لمبادئ الحرية في لفكر و العمل وكما درس اللاهوت في جامعة غوتنغن و جامعة هاله.في عام 1805م أصبح أستاذا للفلسفة في أكاديمية برن و شغل أيضا منصب كبير أمناء المكتبات.
في موطنه سويسرا أصبح يعرف باسم جامع ومحرر الفولكلور السويسري، فقد نظم نشيداً وطنياً سويسرياً في عام 1811م, و جمع فولكلور بلاده.نشر الحكايات الشعبية والأساطير والقصص من سويسرا.

## روابط خارجية
- يوهان رودولف فيس على موقع الموسوعة البريطانية (الإنجليزية)
- يوهان رودولف فيس على موقع ميوزك برينز (الإنجليزية)